# زن مجرد
یک زن مجرد (به انگلیسی: An Unmarried Woman) فیلمی ۱۳۰ دقیقه‌ای به کارگردانی پل مازورسکی با بازی جیل کلایبورگ محصول کشور ایالات متحده آمریکا است.